# Bowdens
Bowdens es un lugar designado por el censo ubicado en el condado de Duplin en el estado estadounidense de Carolina del Norte. En el Censo de 2020 tenía una población de 196 habitantes y una densidad poblacional de 53,84 habitantes por km². Fue incluido como CDP en el censo de 2020.

## Geografía
Bowdens se encuentra ubicado en las coordenadas 35°03′25″N 78°06′52″O / 35.05694, -78.11444. Según la Oficina del Censo de los Estados Unidos,  tiene una superficie total de 3,64 km², de la cual 3,52 km² corresponden a tierra firme y 0,12 km² a agua.